# Harrai
Harrai là một thị xã và là một nagar panchayat của quận Chhindwara thuộc bang Madhya Pradesh, Ấn Độ.

## Địa lý
Harrai có vị trí 22°37′B 79°13′Đ / 22,62°B 79,22°Đ Nó có độ cao trung bình là 588 mét (1929 feet).

## Nhân khẩu
Theo điều tra dân số năm 2001 của Ấn Độ, Harrai có dân số 9438 người. Phái nam chiếm 51% tổng số dân và phái nữ chiếm 49%. Harrai có tỷ lệ 60% biết đọc biết viết, cao hơn tỷ lệ trung bình toàn quốc là 59,5%: tỷ lệ cho phái nam là 69%, và tỷ lệ cho phái nữ là 52%. Tại Harrai, 17% dân số nhỏ hơn 6 tuổi.